# 도치기역
도치기역(일본어: 栃木駅)은 일본 도치기현 도치기시에 위치한 동일본 여객철도 · 도부 철도의 철도역이다. JR 동일본 료모 선의 소속역이며, 도부 철도의 닛코 선등 2개의 노선이 운영되고 있다.

## 타는 곳

### JR 동일본
섬식 승강장 1면 2선의 구조를 갖춘 지상역이며, 아시카가역 관리이며, JR 동일본 스테이션 서비스가 위탁하는 업무 위탁역이다. 위탁 직전까지의 관리역이었으며, 오히라시타역 · 오모이가와역을 관리하였다. 스이카 대응의 자동 개찰기 · 지정석 발권기가 설치되어 있다.
| 1 | ■ 료모 선 | 하행 | 오야마 방면                     |
| 2 | ■ 료모 선 | 상행 | 사노 · 마에바시 · 다카사키 방면 |

### 도부 철도
단선 1면 1선 · 섬식 1면 2선을 합친 복합 승강장 구조의 지상역이다. 예전에는 JR 동일본이 위탁 관리하고 있었지만, 역 고가화 완성 후에는 도부 철도가 업무를 관리하고 있다. 지상역 시절엔 1면 2선의 섬식 승강장을 갖췄다. 역 번호는 TN 11이다.
| 1     | ■ 닛코 선 | 상행 | 미나미쿠리하시 · 도부 도부쓰코엔 · ■ 도쿄 스카이라인 기타센주 · 도쿄 스카이트리 · 아사쿠사 · ■ JR 신주쿠 방면 |
| 2 · 3 | ■ 닛코 선 | 하행 | 신토치기 · 도부 닛코 · ■ 기누가와 선 기누가와온센 방면                                                        |
| 2 · 3 | ■ 닛코 선 | 하행 | ■ 우쓰노미야 선 도부 우쓰노미야 방면                                                                          |

## 이용 현황
| 연도   | JR 동일본          | 도부 철도          | 도부 철도          |
| 연도   | 1일 평균 승차 인원 | 1일 평균 하차 인원 | 1일 평균 승차 인원 |
| ------ | ------------------ | ------------------ | ------------------ |
| 1998년 |                    | 13,021             |                    |
| 1999년 |                    | 12,581             |                    |
| 2000년 | 5,747              | 12,544             |                    |
| 2001년 | 5,646              | 11,719             |                    |
| 2002년 | 5,389              | 11,112             |                    |
| 2003년 | 5,398              | 11,115             |                    |
| 2004년 | 5,300              | 11,124             |                    |
| 2005년 | 5,279              | 11,216             |                    |
| 2006년 | 5,197              | 11,451             | 5,817              |
| 2007년 | 5,189              | 11,169             | 5,424              |
| 2008년 | 5,202              | 11,204             | 5,699              |
| 2009년 | 5,085              | 10,859             | 5,502              |
| 2010년 | 5,124              | 10,876             | 5,523              |
| 2011년 | 5,038              | 10,760             | 5,392              |
| 2012년 | 5,206              | 11,187             | 5,581              |
| 2013년 | 5,286              | 11,431             | 5,407              |
| 2014년 | 5,185              | 11,354             |                    |
| 2015년 | 5,244              | 11,525             |                    |

## 역 주변
- 도치기 시청 도치기에키마에 청사
- 간토 자동차 도치기 출장소
- 도치기 남부지구 커뮤니티 센터
- 우쓰노미야 지방 법무국 도치기 지국

## 인접 역
| 동일본 여객철도 료모 선                 | 동일본 여객철도 료모 선 | 동일본 여객철도 료모 선             |
| --------------------------------------- | --- | ----------------------------------- |
| 오히라시타 사노 · 기류 · 마에바시 방면  | ■ 료모 선 | 오모이가와 오야마 방면              |
| 도부 철도 닛코 선                       | |                                     |
| TN 10 신오히라시타 도부 도부쓰코엔 방면 | ■ 특급 '게곤' · '기누' ■ JR 노선 직통 특급 '스페시아 닛코' · '기누가와' · '스페시아 기누가와' 정차역 ■ 쾌속 · ■ 구간쾌속 · ■ 구간급행 · ■ 보통 | 신토치기 TN 12 도부 닛코 방면       |
| 도부 철도 우쓰노미야 선                 | |                                     |
| 시·종착역                               | ■ 쾌속 '시모쓰게' 정차역 · ■ 보통 | 신토치기 TN 12 도부 우쓰노미야 방면 |